# Резеда жёлтая
Резеда жёлтая (лат. Reseda lutea) — однолетнее или двулетнее растение; типовой вид рода Резеда (Reseda) семейства Резедовые (Resedaceae).

## Распространение и экология
Европейско-кавказский вид. В диком виде произрастает в Северной Африке, Передней и Средней Азии, Центральной и Южной Европе. На территории России распространён на юге европейской части, на юге Западной Сибири.
Растёт на полях, вдоль дорог, на каменистых участках, обнажениях, скалах.

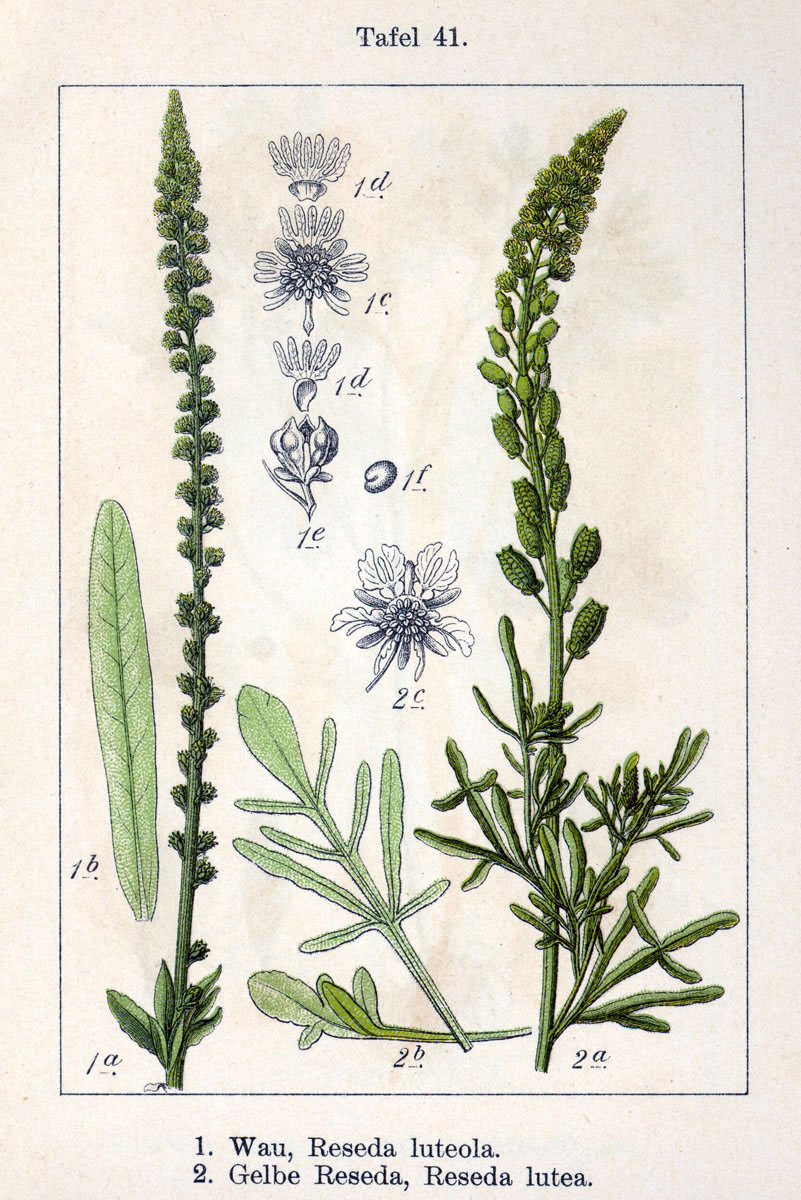
Резеда жёлтая (справа).

## Ботаническое описание

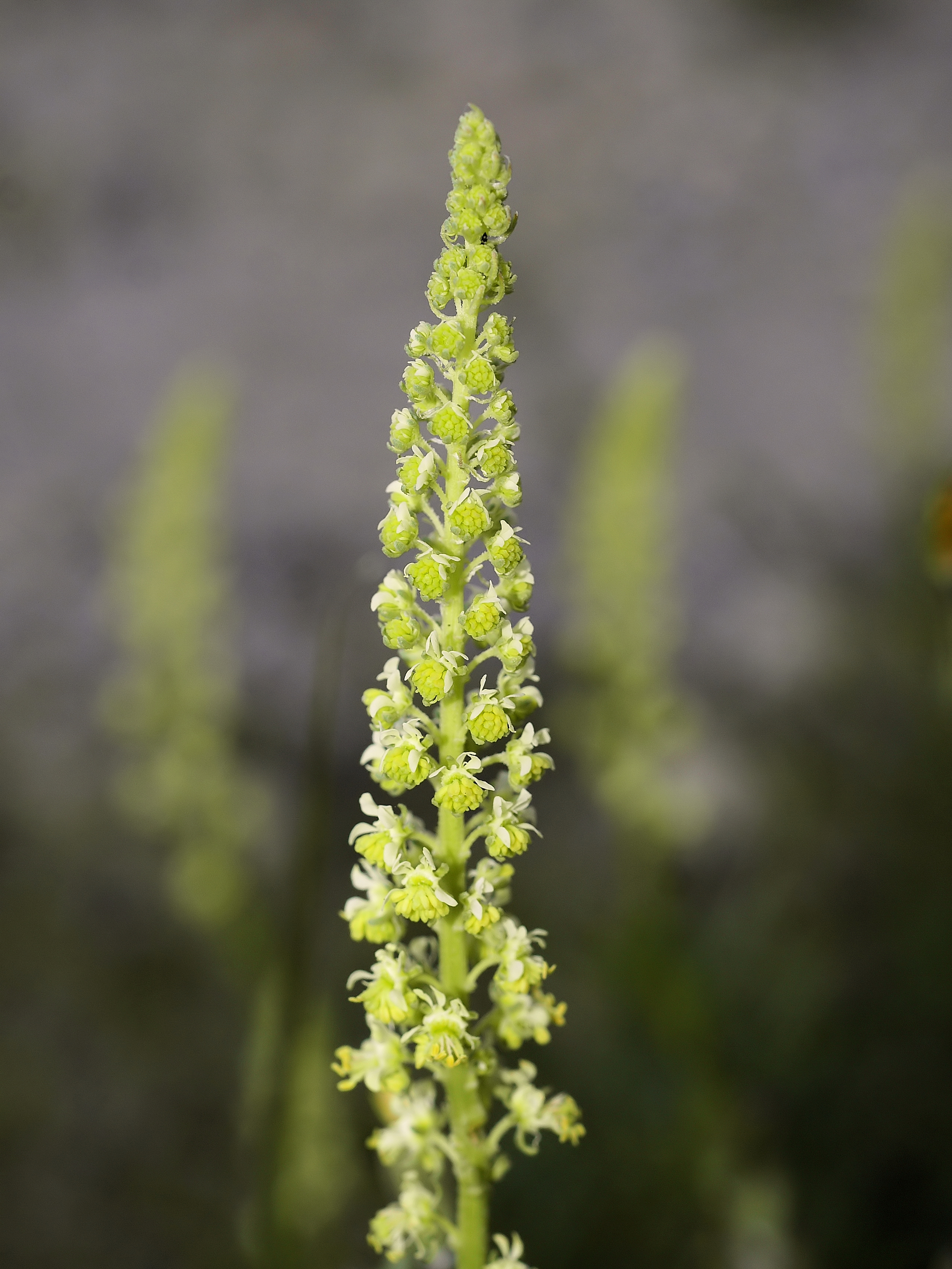
Соцветие резеды жёлтой

Стебли высотой 30—80 см, восходящие, ребристые, шерстистые, разветвлённые.
Листья с шершавыми краями, трёх-пятиперистораздельные, с цельными или двух-трёхраздельными долями; верхние листья линейные; нижние нередко цельные.
Цветки зеленовато-жёлтые. Соцветие — кисть, в конце цветения удлиняется.
Плод — яйцевидно-продолговатая трёхгранная, у основания клиновидно суженная коробочка. Семена яйцевидные, чёрные, блестящие.
Опыление происходит насекомыми, а также происходит самоопыление. Цветёт в мае—октябре. Плоды созревают в августе.

## Химический состав
В корнях, листьях, стеблях и плодах содержится горчичное эфирное масло; в семенах — быстровысыхающее жирное масло (до 30 %), в состав которого входит токоферол;  листья содержат производное флавона — пигмент лютеолин.
В листья найдено 100 мг % аскорбиновой кислоты.

## Значение и применение
Свежесорванные стебли, корни и листья обладают приятным горчичным запахом и используются населением как пряно-вкусовая добавка.
В народной медицине листья употребляли как потогонное, мочегонное и противоглистное, свежие корни с мёдом — при болезнях сердца.
Из растения можно получить жёлтую краску для шёлка.
Ценный медонос, дает нектар и пыльцу
. Мёд — один из лучших по вкусу и аромату, почти не уступает липовому. В нектаре 100 цветков содержится около 6 мг сахара. Общая продуктивность мёда может достигать 400 кг/га.
Масло из семян пригодно для лакокрасочного производства, парфюмерных и медицинских целей.
Растение на пастбищах хорошо поедается овцами. Другими сельскохозяйственными животными не поедается.

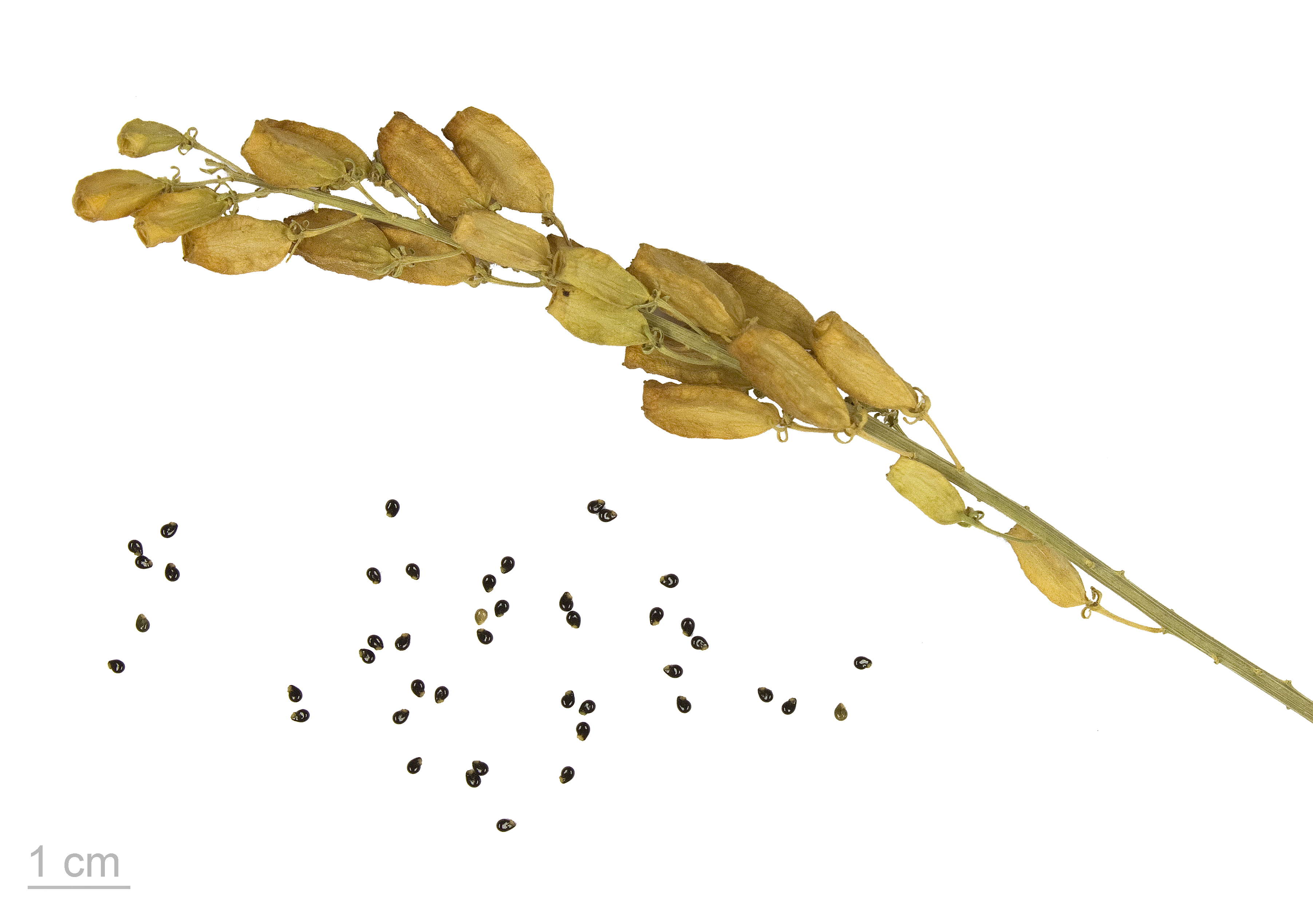
Тулузский музеум

## Классификация

### Таксономия
Входит в род Резеда (Reseda) семейства Резедовые (Resedaceae) порядка Капустоцветные (Brassicales).
|  |                                      |  |                                                             |                                                             |                     |  | ещё 28 семейств (согласно Системе APG II) | ещё 28 семейств (согласно Системе APG II) |                    |  |  |  | ещё около 60 видов |
|  |                                      |  |                                                             |                                                             |                     |  | ещё 28 семейств (согласно Системе APG II) | ещё 28 семейств (согласно Системе APG II) |                    |  |  |  | ещё около 60 видов |
|  |                                      |  |                                                             | порядок Капустоцветные                                      |                     |  |                                           |                                           | род Резеда         |  |  |  |                    |
|  |                                      |  |                                                             | порядок Капустоцветные                                      |                     |  |                                           |                                           | род Резеда         |  |  |  |                    |
|  | отдел Цветковые, или Покрытосеменные |  |                                                             |                                                             | семейство Резедовые |  |                                           |                                           | вид Резеда жёлтая  |  |  |  |                    |
|  | отдел Цветковые, или Покрытосеменные |  |                                                             |                                                             | семейство Резедовые |  |                                           |                                           |                    |  |  |  |                    |
|  |                                      |  | ещё 44 порядка цветковых растений (согласно Системе APG II) | ещё 44 порядка цветковых растений (согласно Системе APG II) |                     |  |                                           | ещё около 70 родов                        | ещё около 70 родов |  |  |  |                    |
|  |                                      |  |                                                             | ещё 44 порядка цветковых растений (согласно Системе APG II) |                     |  |                                           |                                           | ещё около 70 родов |  |  |  |                    |

Синонимы
- Reseda benitoi Sennen
- Reseda fluminensis Simonk.
- Reseda gracilis Ten.
- Reseda lutea var. vivantii (P.Monts.) Fern.Casas & J.Molero
- Reseda macedonica Formánek
- Reseda mucronata Tineo
- Reseda mucronulata Guss. nom. illeg.
- Reseda othryana Formánek
- Reseda petrovichiana Müll.Arg.
- Reseda podolica Rehm.
- Reseda ramosissima Pourr. ex Willd.
- Reseda truncata Fisch. & C.A.Mey.
- Reseda vinyalsii Sennen
- Reseda vivantii P.Monts.